# Dennis Rogan, Baron Rogan

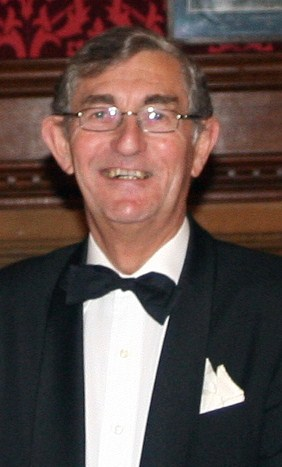
Lord Rogan

Dennis Robert David Rogan, Baron Rogan (* 30. Juni 1942 in Banbridge) ist ein nordirischer Politiker der Ulster Unionist Party. Er war von 2004 bis 2006 Präsident der Partei.
Am 16. Juli 1999 wurde er als Baron Rogan, of Lower Iveagh in the County of Down, zum Life Peer erhoben. Er sitzt als Crossbencher im House of Lords auch wenn er als Führer der UUP angesehen wird.
Er ist Sohn von Robert and Florence Rogan. Lord Rogan ist Gründer und Geschäftsführer von Dennis Rogan & Associates, einem Teppichgarnhandelsunternehmen und Gründer und Geschäftsführer von Associated Processors Ltd., einem Jutehersteller, sowie Vorstand von Stakeholder Communications Ltd, Vorstand von Events Management Ltd. und stellvertretender Vorstand von Independent News & Media (NI) Ltd. Er ist Mitglied des Aufsichtsrats von Independent News & Media, Schirmherr von The Somme Association and „Freund“ der Heilsarmee. Lord Rogan ist Ehrenoberst des 40 (Ulster) Signals Regiment.